# Hoher Hahn (Šluknovská pahorkatina, 528 m)
Hoher Hahn (česky  doslovně Vysoký kohout) je 528 m vysoký vrch na území města Neustadt in Sachsen (místní část Berthelsdorfu) v zemském okrese Saské Švýcarsko-Východní Krušné hory v Sasku.

## Charakteristika
Vrch leží v německé části Šluknovské pahorkatiny (Lausitzer Bergland) a její mesogeochoře Západní hornolužická vrchovina (Westliches Oberlausitzer Bergland). Geologické podloží tvoří dvojslídý hybridní granodiorit. Dominantním půdním typem je podzolová kambizem, kterou při vodních tocích doplňují gleje a pseudogleje. Na severním úpatí pramení Laubbach, který spolu s celým vrchem náleží k povodí Polenze a k úmoří Severního moře. Hoher Hahn je převážně zalesněný jehličnatým lesem s převahou smrku ztepilého (Picea abies), část jižního a jihozápadního svahu je zemědělsky využívána. Vrch je součástí oblasti Hohwald a leží v chráněné krajinné oblasti Oberlausitzer Bergland.
Po části historické cesty zvané Míšeňská stezka vede zeleně značená turistická trasa a po Staré lesní cestě vede cyklostezka. Po východním až jihovýchodním úpatí a svahu prochází česko-německá státní hranice.